# Mundargi
Mundargi là một thị xã panchayat của quận Gadag thuộc bang Karnataka, Ấn Độ.

## Địa lý
Mundargi có vị trí 15°13′B 75°54′Đ / 15,22°B 75,9°Đ Nó có độ cao trung bình là 528 mét (1732 feet).

## Nhân khẩu
Theo điều tra dân số năm 2001 của Ấn Độ, Mundargi có dân số 20.318 người. Phái nam chiếm 52% tổng số dân và phái nữ chiếm 48%. Mundargi có tỷ lệ 64% biết đọc biết viết, cao hơn tỷ lệ trung bình toàn quốc là 59,5%: tỷ lệ cho phái nam là 74%, và tỷ lệ cho phái nữ là 53%. Tại Mundargi, 13% dân số nhỏ hơn 6 tuổi.